# 7996 Vedernikov
7996 Vedernikov eller 1983 RX3 är en asteroid i huvudbältet som upptäcktes den 1 september 1983 av den rysk-sovjetiska astronomen Ljudmila Karatjkina vid Krims astrofysiska observatorium på Krim. Den är uppkallad efter den ryske operasångaren (bas) Aleksandr Vedernikov.
Asteroiden har en diameter på ungefär nio kilometer.